# George Edwards (aviação)
George Robert Freeman Edwards, OM, CBE, FRS, DL (Highams Park, 9 de julho de 1908 — 2 de março de 2003), foi um engenheiro e industrial britânico.